# آندرو بوشلیه
آندرو بوشلیه (انگلیسی: Andro Bušlje؛ زادهٔ ۴ ژانویهٔ ۱۹۸۶) بازیکن واترپلو اهل کرواسی است.